# Trachylepis buettneri
Trachylepis buettneri là một loài thằn lằn trong họ Scincidae. Loài này được Matschie mô tả khoa học đầu tiên năm 1893.